# Pietro della Scala
Pietro della Scala (Verona, 1330 circa – Mantova, 1393) è stato un vescovo cattolico italiano.

## Biografia
Era figlio illegittimo di Mastino II della Scala, signore di Verona. 
Consacrato vescovo di Verona il 3 dicembre 1350, durante il suo mandato si adoperò affinché molti beni e diritti tolti al clero da Cansignorio della Scala fossero restituiti. 
Dopo la perdita del potere di Verona da parte degli Scaligeri, il nuovo signore Gian Galeazzo Visconti chiese al papa Urbano VI di sollevare dall'incarico il vescovo Pietro, essendo egli discendente della famiglia cacciata dalla città. Nel 1387 fu infatti trasferito a Lodi, da dove fuggì nel 1390 cacciato dai Visconti, per trasferirsi a Mantova, ove morì nel 1393.
Ebbe tre figli naturali: Giovanni, Iacopo e Franceschino.

## Ascendenza
|                        |   |                          | Genitori              |  |  | Nonni |  |  | Bisnonni              |  |  | Trisnonni            |  |
|                        |   |                          |                       |  |  |       |  |  | Alberto I della Scala |  |  | Jacopino della Scala |  |
|                        |   |                          |                       |  |  |       |  |  | Alberto I della Scala |  |  | Jacopino della Scala |  |
|                        |   | Elisa Superbi            |                       |  |  |       |  |  | Alberto I della Scala |  |  |                      |  |
| Alboino della Scala    |   |                          |                       |  |  |       |  |  | Alberto I della Scala |  |  |                      |  |
|                        |   | Verde di Salizzole       | …                     |  |  |       |  |  |                       |  |  |                      |  |
|                        |   | Verde di Salizzole       | …                     |  |  |       |  |  |                       |  |  |                      |  |
|                        |   | Verde di Salizzole       | …                     |  |  |       |  |  |                       |  |  |                      |  |
| Mastino II della Scala |   | Verde di Salizzole       |                       |  |  |       |  |  |                       |  |  |                      |  |
|                        |   | Giberto III da Correggio | Guido II da Correggio |  |  |       |  |  |                       |  |  |                      |  |
|                        |   | Giberto III da Correggio | Guido II da Correggio |  |  |       |  |  |                       |  |  |                      |  |
|                        |   | Giberto III da Correggio | Mabilia della Gente   |  |  |       |  |  |                       |  |  |                      |  |
| Beatrice da Correggio  |   | Giberto III da Correggio |                       |  |  |       |  |  |                       |  |  |                      |  |
|                        |   | Elena Malaspina          | Malaspina Mulazzo     |  |  |       |  |  |                       |  |  |                      |  |
|                        |   | Elena Malaspina          | Malaspina Mulazzo     |  |  |       |  |  |                       |  |  |                      |  |
|                        |   | Elena Malaspina          | …                     |  |  |       |  |  |                       |  |  |                      |  |
| Pietro della Scala     |   | Elena Malaspina          |                       |  |  |       |  |  |                       |  |  |                      |  |
|                        | … | …                        |                       |  |  |       |  |  |                       |  |  |                      |  |
|                        | … | …                        |                       |  |  |       |  |  |                       |  |  |                      |  |
|                        | … | …                        |                       |  |  |       |  |  |                       |  |  |                      |  |
| …                      | … |                          |                       |  |  |       |  |  |                       |  |  |                      |  |
|                        |   | …                        | …                     |  |  |       |  |  |                       |  |  |                      |  |
|                        |   | …                        | …                     |  |  |       |  |  |                       |  |  |                      |  |
|                        |   | …                        | …                     |  |  |       |  |  |                       |  |  |                      |  |
| …                      |   | …                        |                       |  |  |       |  |  |                       |  |  |                      |  |
|                        |   | …                        | …                     |  |  |       |  |  |                       |  |  |                      |  |
|                        |   | …                        | …                     |  |  |       |  |  |                       |  |  |                      |  |
|                        |   | …                        | …                     |  |  |       |  |  |                       |  |  |                      |  |
| …                      |   | …                        |                       |  |  |       |  |  |                       |  |  |                      |  |
|                        |   | …                        | …                     |  |  |       |  |  |                       |  |  |                      |  |
|                        |   | …                        | …                     |  |  |       |  |  |                       |  |  |                      |  |
|                        |   | …                        | …                     |  |  |       |  |  |                       |  |  |                      |  |
|                        |   | …                        |                       |  |  |       |  |  |                       |  |  |                      |  |